# Улица Лиелвардес (Рига)
Улица Лие́лвардес (латыш. Lielvārdes iela) — улица в Риге, расположенная в Видземском предместье, в районах Тейка, Межциемс и Пурвциемс. Одна из важнейших городских магистралей; на значительном протяжении служит границей между городскими районами.
Начинается от перекрёстка с Бривибас гатве у площади Земитана, проходит преимущественно в юго-восточном направлении и заканчивается тупиком после пересечения с улицей Дзелзавас и Звайгзная гатве. В перспективе планируется соединение улицы Лиелвардес с улицей Андрея Сахарова.
Общая длина улицы составляет 3574 метра. На всём протяжении имеет асфальтовое покрытие.

## История
Улица Лиелвардес впервые упоминается в списке городских улиц в 1929 году; с тех пор её название никогда не изменялось. Оно происходит от названия средневекового Лиелвардского замка.
Малоэтажная застройка начала улицы (до улицы Бикерниеку) сложилась в межвоенный период; застройка в Пурвциемсе относится к 1970—1980-м годам.

## Примечательные здания
- Жилые дома № 22 (постройки 1939 г.), № 45 (1938 г.), № 47 (1938 г.) и № 50 (1937 г.) являются охраняемыми памятниками архитектуры местного значения[4].

## Прилегающие улицы
Улица Лиелвардес пересекается со следующими улицами:
- Бривибас гатве
- Улица Таливалжа
- Улица Куршу
- Улица Земгалю
- Улица Айзкрауклес
- Улица Аусмас
- Улица Стуриша
- Улица Дзербенес
- Улица Кегума
- Улица Баяру
- Улица Айзсила
- Улица Бикерниеку
- Улица Стирну
- Улица Иерикю
- Улица Свекю
- Улица Гунара Астрас
- Улица Дзелзавас
- Звайгзная гатве

## Общественный транспорт
По улице Лиелвардес проходят маршруты общественного транспорта:
- троллейбус 16,
- автобус 16 и 31,
- микроавтобус 203 и 216.